# 长苞铁杉
长苞铁杉（学名：Nothotsuga longibracteata）又名亚铁杉，为松科长苞铁杉属下的一个种。过去被归入铁杉属。

## 扩展阅读
- 維基物種上的相關：长苞铁杉